# Federazione cestistica dell'Ucraina
L'Ukrainian Basketball Federation (acronimo UBF; ucraino: Федерація баскетболу України) è l'ente che controlla e organizza la pallacanestro in Ucraina.
La federazione controlla inoltre le nazionali ucraine. Ha sede ad Kiev e l'attuale presidente è Oleksandr Volkov.
È affiliata alla FIBA dal 1992 e organizza il campionato di pallacanestro ucraino.